# لوكاس سينكيفيتش
لوكاس سينكيفيتش (مواليد 9 أكتوبر 1985 في تيتشي - بولندا) لاعب كرة قدم ألماني يلعب حاليا لصالح نادي الدرجة الأولى باير ليفركوزن الإنجليزي منذ 2007 في مركز قلب الدفاع .

## روابط خارجية
- لوكاس سينكيفيتش على موقع قاعدة بيانات كرة القدم.إي يو (الإنجليزية)
- لوكاس سينكيفيتش على موقع بيانات كرة القدم. دي إي (الألمانية)
- لوكاس سينكيفيتش على موقع ناشيونال فوتبول تيمز (الإنجليزية)
- لوكاس سينكيفيتش على موقع عالم كرة القدم.نت (الإنجليزية)
- لوكاس سينكيفيتش على موقع كووورة